# Lady Jane (Lied)
Lady Jane ist ein Song der Rockband The Rolling Stones, der 1966 auf dem Album Aftermath erschien.

## Entstehungsgeschichte
Der Song entstand zu dem Zeitpunkt in der Karriere der Rolling Stones, als sich Mick Jagger und Keith Richards als Hauptautoren der Band durchsetzten. Die beiden hatten erstmals alle Songs auf einem Album der Band geschrieben; Aftermath war auch das erste Album der Gruppe, das ausschließlich Originalsongs der Band enthielt. Zu hören ist auch die Experimentierfreude von Brian Jones, der auf dem Album verschiedene exotische Instrumente zum Einsatz brachte; bei Lady Jane ist ein Appalachian dulcimer zu hören. Jones hatte den Dulcimer durch die Musik von Richard Fariña kennengelernt. Zugleich gehört der Song zu den ersten des damals aufkommenden Baroque Pop.
Lady Jane wurde Anfang 1966 von Mick Jagger geschrieben, nachdem er das Buch Lady Chatterley’s Lover aus dem Jahr 1928 gelesen hatte; darin werden die weiblichen Genitalien als „Lady Jane“ bezeichnet. Als das Lied herauskam, wurde jedoch allgemein angenommen, Jaggers Inspiration sei Jane Ormsby-Gore gewesen, Tochter von David Ormsby-Gore, früherer britischer Botschafter in Washington; Jane Ormsby-Gore heiratete später den Modedesigner Michael Rainey, Gründer der Londoner Boutique „Hung on You“, in der die Stones häufig gesehen wurden. Weitere vermutete Motive für den Song waren Jane Seymour, die dritte Ehefrau von Heinrich VIII., oder Codenamen für Drogen (Lady Jane für Marihuana). Den stärksten Einfluss auf die weitere Entwicklung des Songs hatte Brian Jones, der zu dieser Zeit seine Rolle als treibende Kraft der Band verlor und stattdessen nach neuen musikalischen Einflüssen suchte. Der Dulcimer wird auf Aftermath auch in dem Song I Am Waiting verwendet.

## Aufnahmen und Veröffentlichung
Die Aufnahmen von Lady Jane fanden vom 6. bis zum 9. März 1966 in den RCA Studios in Los Angeles statt, geleitet vom Toningenieur Dave Hassinger, obwohl Andrew Loog Oldham als Produzent genannt wird. Neben dem markanten Hackbrett-Motiv sticht bei Lady Jane auch Jack Nitzsches Cembalo-Spiel hervor.
Lady Jane erschien zunächst auf dem Album Aftermath, in Großbritannien am 15. April 1966 veröffentlicht, in den USA am 20. Juni 1966. In den Staaten wurde der Song zusätzlich am 2. Juli 1966 als B-Seite zu Mother’s Little Helper veröffentlicht. Lady Jane erreichte Platz 24 der Charts, Mother’s Little Helper Platz 8; damit war diese Single eine der wenigen, deren beide Seiten Chart-Hits wurden.

## Besetzung
- Mick Jagger – Gesang
- Keith Richards – akustische Gitarre
- Brian Jones – Dulcimer
- Bill Wyman – Bass
- Charlie Watts – Xylophon
- Jack Nitzsche – Cembalo[1]

## Charts und Chartplatzierungen
Lady Jane erreichte in den Vereinigten Staaten Rang 24 in den Billboard Hot 100 und konnte sich sechs Wochen in den Charts platzieren. In Deutschland erreichte es als B-Seite von Mother’s Little Helper die Charts. Die Single zu Mother’s Little Helper erreichte Rang neun und platzierte sich vier Halbmonatsausgaben in den Charts.
| ChartsChartplatzierungen       | Höchstplatzierung | Wochen |
| ------------------------------ | ----------------- | ------ |
| Vereinigte Staaten (Billboard) | 24 (6 Wo.)        | 6      |

## Nachwirkung
Im Laufe der Zeit gab es etliche Coverversionen von Lady Jane. Neil Young veröffentlichte 1975 auf dem Album Tonight’s The Night den Song Borrowed Tune basierend auf Lady Jane; darin heißt es: „I’m singin’ this borrowed tune I took from the Rolling Stones“.